# Renzo Sambo
Renzo Sambo (ur. 17 stycznia 1942 w Treviso, zm. 10 sierpnia 2009 w Cesiomaggiore) – włoski wioślarz, złoty medalista olimpijski i brązowy medalista mistrzostw świata.

## Kariera sportowa
Wystąpił na igrzyskach olimpijskich w Meksyku w 1968, gdzie Włosi w składzie: Primo Baran, Renzo Sambo i Bruno Cipolla (sternik) zdobyli złoty medal w dwójkach ze sternikiem. W finale o 1,99 sekundy wyprzedzili osadę Holandii i o 3,26 sekundy osadę Danii. Na rozgrywanych cztery lata później igrzyskach olimpijskich w Monachium startował w czwórkach ze sternikiem. Włosi nie awansowali do finału i ostatecznie zostali sklasyfikowani na jedenastej pozycji. 
Razem z Primo Baranem i Enrico Pietropollim wywalczył brązowy medal w dwójkach ze sternikiem na mistrzostwach świata w Bledzie (1966).
W tej samej konkurencji zdobył również złoto na mistrzostwach Europy w Vichy (1967) oraz srebro na mistrzostwach Europy w Duisburgu (1965).
Po zakończeniu kariery był działaczem i trenerem w klubie Associazione Nazionale Dopolavoro Ferroviario Treviso.
Został odznaczony złotym medalem przez Włoski Narodowy Komitet Olimpijski.